# Motore trifase

Motore trifase asincrono

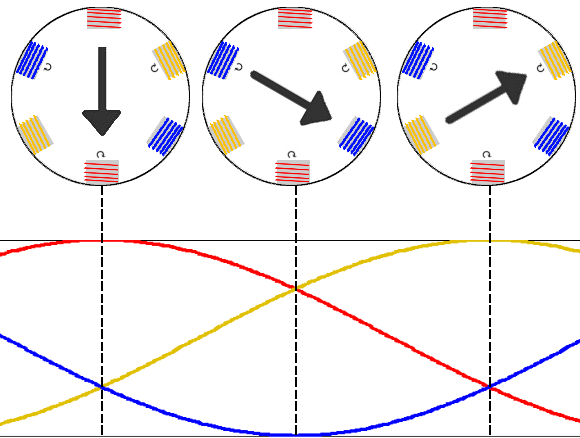
Magnetismo statorico in un motore trifase asincrono

Il motore trifase è un tipo di motore elettrico il cui funzionamento è basato sull'applicazione del principio del campo magnetico rotante di Galileo Ferraris ad un insieme trifase di correnti in ingresso. Infatti per funzionare richiede l'utilizzo di sistema trifase di correnti, sfasate tra di loro nel tempo e nello spazio di 120° elettrici. Il neutro può essere o non essere accessibile a seconda dell'applicazione prevista.

## Tipologia
- Motore asincrono, è il tipo di motore trifase più utilizzato, data la sua economicità, caratterizzato da una rotazione del rotore (chiamato anche indotto) non in sincronia col campo magnetico rotante generato dall'induttore (statore). Proprio l'asincronia tra campo magnetico rotante e indotto permette la generazione delle correnti sul rotore e la generazione della coppia erogata dal motore.
- Motore sincrono, a differenza del motore asincrono il campo magnetico rotante e il rotore ruotano in sincronia.

## Collegamento e verso di rotazione

Collegamenti a stella di un motore trifase

Collegamenti a triangolo di un motore trifase

Questo motore viene collegato alla linea trifase, che può essere da 230 V o più comunemente da 400 V. Dato che gli avvolgimenti che compongono il motore devono essere alimentati a 230 V, questo collegamento può essere di due tipi:
- Stella: questo collegamento permette di portare la tensione dai 400 V della linea ai 230 V sugli avvolgimenti. Nel caso di linea da 230 V, può essere utilizzato anche per ridurre ulteriormente la tensione d'esercizio e ridurre la potenza assorbita: in questo caso si ha una tensione ai capi degli avvolgimenti pari a 155 V.
- Triangolo: questo collegamento conferisce agli avvolgimenti la stessa tensione della linea.

Per il verso di rotazione, se viene rispettato il collegamento delle fasi L1, L2, L3 (Ex. R, S, T) su UVW, questo deve essere orario visto dalla parte dell'asse. In qualsiasi tipo di collegamento, per poter scambiare il senso di rotazione è sufficiente scambiare due fasi (come la fase "R" con la fase "T" oppure la fase "S" con la fase "T" oppure la fase "R" con la fase "S").
In motori di grossa potenza, per evitare l'eccessiva corrente allo spunto, viene adottato l'avviamento "stella-triangolo"; consiste nel far partire il motore a stella per qualche secondo, per poi farlo funzionare normalmente a triangolo.
Esistono temporizzatori appositi per questa delicata manovra, in genere dura mezzo secondo, quanto basta per fare scambiare i contatti dei teleruttori di comando.
Partendo a stella, abbiamo una corrente di spunto ridotta di 1/3, quando il motore viene poi fermato, non esegue questo scambio

## Indotto/rotore
L'indotto in questo motore può essere di vario tipo:
- Gabbia di scoiattolo, a seconda del tipo d'accorgimenti adoperati, questi possono essere
  - Singola gabbia di scoiattolo
    - A Coppa

  - Doppia gabbia di scoiattolo
  - A barre profonde
- Rotore avvolto con collettore ad anelli coassiali
- A espansioni polari, utilizzato per il motore sincrono

## Motori a campo magnetico rotante con alimentazione monofase
Il principio del campo magnetico rotante può essere applicato anche con alimentazione monofase, purché tramite apposito circuito si riesca a generare due correnti sfasate circa di 90° e applicate su avvolgimenti ortogonali tra di loro. Questo può essere facilmente ottenuto grazie all'utilizzo di un condensatore, la cui caratteristica di trasferimento tensione corrente produce proprio uno sfasamento che idealmente sarebbe di 90°. Tuttavia, poiché lo sfasamento non è preciso il rendimento del motore si riduce drasticamente e la potenza generata dal motore elettrico si riduce al 60-70% rispetto alle sue condizioni ideali, per calcolare la capacità del condensatore da utilizzare si utilizza una formula matematica approssimativa
{\displaystyle C=50\cdot P_{(CV)}\cdot ({\frac {230}{V}})^{2}\cdot {\frac {50}{f}}}
Legenda:

C = Capacità del condensatore in μF

P = Potenza meccanica del motore espressa in CV

V = Tensione di rete (monofase)

f = Frequenza di rete
Il motore a campo magnetico rotante monofase è comunissimo in molti piccoli elettrodomestici, come gli asciugacapelli (phon) e i ventilatori.